# NGC 492
NGC 492 es una galaxia espiral barrada de la constelación de Piscis. 
Fue descubierta el 6 de diciembre de 1850 por el astrónomo William Parsons.